# جوزيف إيفور لينتون
جوزيف إيفور لينتون (بالعبرية: ג'וזף אייבור לינטון‏) هو دبلوماسي وسياسي إسرائيلي، ولد في 2 يوليو 1900، وتوفي في 1 مارس 1982.